# Renwick (Iowa)
Pour les articles homonymes, voir Renwick.
Renwick est une ville du comté de Humboldt, en Iowa, aux États-Unis. Elle est incorporée le 17 octobre 1891.

## Source de la traduction
- (en) Cet article est partiellement ou en totalité issu de l’article de Wikipédia en anglais intitulé « Renwick, Iowa » (voir la liste des auteurs).